# Atrecus pilicornis
Atrecus pilicornis är en skalbaggsart som först beskrevs av Gustaf von Paykull 1790.  Atrecus pilicornis ingår i släktet Atrecus, och familjen kortvingar. Arten är reproducerande i Sverige.